# 코믹스브이
코믹스브이(comixv)은 대한민국에서 처음으로 시도 되는 VR웹툰 서비스로 4차산업혁명 시대에 발 맞추어 VR과 한국대표 IP인 웹툰을 융합하여 넓어진 지면에서 웹툰을 VR기기로 보는 서비스이다. 2017년 1월 10일 소프트웨어정책연구소(spri) 연구원 출신의 양병석대표가 창업하여 서비스를 오픈 하였다.

## 같이 보기
- 네이버웹툰
- 레진코믹스
- 봄툰